# Ήmeri kai Agria Gramvoussa - Tigani kai Falasarna - Pοntikοnisi, Όrmοs Livadi - Viglia
Ήmeri kai Agria Gramvoussa - Tigani kai Falasarna - Pοntikοnisi, Όrmοs Livadi - Viglia este o arie protejată (arie specială de conservare — SAC, sit de importanță comunitară — SCI) din Grecia întinsă pe o suprafață de 5.888,46 ha, integral pe uscat.

## Localizare
Centrul sitului Ήmeri kai Agria Gramvoussa - Tigani kai Falasarna - Pοntikοnisi, Όrmοs Livadi - Viglia este situat la coordonatele 35°33′12″N 23°35′18″E / 35.553375°N 23.588334°E.

## Înființare
Situl Ήmeri kai Agria Gramvoussa - Tigani kai Falasarna - Pοntikοnisi, Όrmοs Livadi - Viglia a fost declarat sit de importanță comunitară în august 1996 pentru a proteja 3 specii de plante și 1 specie de animale. Situl a fost protejat și ca arie specială de conservare în martie 2011.

## Biodiversitate
Situată în ecoregiunile marină mediteraneană și mediteraneană, aria protejată conține 19 habitate naturale: Bancuri de nisip acoperite în permanență slab de apă marină, Straturi cu Posidonia (Posidonion oceanicae), Lagune de coastă, Recifuri, Faleze cu vegetație de Limonium spp. endemic de pe coastele mediteraneene, Salicornia și alte specii anuale care populează regiunile mlăștinoase și nisipoase, Pășuni mediteraneene udate de apa mării (Juncetalia maritimi), Dune mobile cu vegetație embrionară, Dune mobile de-a lungul țărmului cu Ammophila arenaria („dune albe”), Dune cu vegetație ierboasă Malcolmietalia, Dune de coastă cu Juniperus spp., Iazuri temporare mediteraneene, Tufărișuri termo-mediteraneene și de pre-deșert, Sarcopoterium spinosum phryganas, Pseudostepă cu ierburi și specii anuale de Thero-Brachypodietea, Pajiști umede mediteraneene cu ierburi înalte de Molinio-Holoschoenion, Pante stâncoase calcaroase cu vegetație casmofită, Galerii și tufărișuri riverane sudice (Nerio-Tamaricetea și Securinegion tinctoriae), Păduri de Olea și Ceratonia.
La baza desemnării sitului se află mai multe specii protejate:
- plante (3): Androcymbium rechingeri, Anthemis glaberrima, Origanum dictamnus
- reptile (1): elaphe situla (Zamenis situla)

Pe lângă speciile protejate, pe teritoriul sitului au mai fost identificate 26 de specii de plante, 3 specii de amfibieni, 1 specie de nevertebrate, 7 specii de reptile.